# Peter Jochen Kemmer
Peter Jochen Kemmer (* 7. Mai 1941 in Stuttgart; † 26. Dezember 2022) war ein deutscher Schauspieler, Bühnenautor sowie Hörspielsprecher und -autor.

## Leben
Peter Jochen Kemmer erlernte zunächst den Beruf eines Kaufmanns, ehe er sich zum Schauspieler ausbilden ließ. Stationen seiner Bühnenlaufbahn waren die Württembergische Landesbühne Esslingen, das Theater in Heilbronn, die Landesbühne Rheinland-Pfalz, das Alte Schauspielhaus Stuttgart und die Komödie im Marquardt.
Mit Unterbrechungen stand Kemmer seit Beginn der 1970er-Jahre auch vor der Kamera, dabei war er mehrfach in der Krimireihe Tatort zu sehen. In der schwäbischen Mundartserie Laible und Frisch verkörperte in allen zwölf Folgen die Figur des Bürgermeisters Karl Pfleiderer. Außerdem arbeitet Kemmer umfangreich als Hörspielsprecher.
Daneben war Peter Jochen Kemmer als Autor tätig und hat verschiedene Theaterstücke und Hörspiele in schwäbischer Mundart geschrieben. Er lebte zuletzt in Esslingen.

## Filmografie
- 1970: Unter Kuratel
- 1971: Diese Geschichte von ihnen
- 1982: Tatort – Blinde Wut
- 1983: Tatort – Mord ist kein Geschäft
- 1988: Wieviel Liebe braucht der Mensch
- 1988: Tatort – Sein letzter Wille
- 1990: Pfarrerin Lenau – Der Trompeter von Jericho
- 1990: Der Hammermörder
- 1992: Tatort – Bienzle und der Biedermann
- 1993: Tatort – Bienzle und die schöne Lau
- 1994: Tatort – Bienzle und das Narrenspiel
- 1995: Drei Tage im April
- 2002: Tatort – Bienzle und der süße Tod
- 2003: Tatort – Bienzle und der Taximord
- 2009: Tatort – Tödliche Tarnung
- 2009–2010: Laible und Frisch (12 Folgen als Karl Pfleiderer)
- 2014: Dom’z sütü (Kurzfilm)

## Hörspiele

### Als Autor
- 1994: Des Monschter muß weg – Regie: Karin Fischer – Sprecher (Auswahl): Dieter Eppler, Rosemarie Gerstenberg, Oscar Müller, Monika Hirschle, Peter Jochen Kemmer
- 1995: Little Heppach – Regie: Thomas Vogel – Sprecher (Auswahl): Hubertus Gertzen, Walter Schultheiß, Dieter Eppler, Peter Jochen Kemmer
- 1996: Dr Doktor isch he oder Mord in der Nesenbach-Klinik – Regie: Ulrich Mihr – Sprecher (Auswahl): Peter Jochen Kemmer, Monika Hirschle, Hubertus Gertzen
- 1996: Jetzt langt mr’s endgültig – Regie: Thomas Vogel – Sprecher (Auswahl): Ulrike C. Tscharre, Dieter Eppler, Hubertus Gertzen, Peter Jochen Kemmer, Joerg Adae
- 1997: Ooh mei Boddigaard – Regie: Luise Besserer – Sprecher (Auswahl): Peter Jochen Kemmer, Ulrike C. Tscharre, Hubertus Gertzen
- 1998: Da kriagt mr ja Angscht – Regie: Thomas Vogel – Sprecher (Auswahl): Walter Schultheiß, Trudel Wulle, Hubertus Gertzen
- 2000: Do bassiert no a O’Glück – Regie: Helga Siegle – Sprecher (Auswahl): Walter Schultheiß, Ruth Mönch, Jörg Adae
- 2014: Der selige Herr Eisele – Regie: Susanne Hinkelbein – Sprecher (Auswahl): Hubertus Gertzen, Monika Hirschle, Peter Jochen Kemmer, Walter Schultheiß

### Als Sprecher (Auswahl)
- 1968: Tor des Todes – Autor: John Tarrant – Regie: Reinhard Zobel
- 1970: Botschaften von Pitt – Autorin: Friederike Mayröcker – Regie: Heinz von Cramer
- 1985: Old Charlie – Autor: George Ryga – Regie: Walter Adler
- 1987: Alice träumt fürs Leben gern – Autor: Thomas Rübenacker – Regie: Otto Düben
- 1990: Die Todeswette – Autor: John Dickson Carr – Regie: Dieter Eppler
- 1993: Über Land – Autor: Helmut Schreppel – Regie: Helga Siegle
- 1995: Die Hutmaschine – Autor: Jürgen Jonas – Regie: Helga Siegle
- 1996: Ein Fisch namens Koi – Autor: Bernd Storz – Regie: Luise Besserer
- 1997: I woiß vo nix – Autor: Friedrich Alfred Schiler – Regie: Thomas Vogel
- 1999: Ramona – Autor und Regie: Johann Jakob Wurster
- 2000: Allegro furioso – Autor: Bernd Storz – Regie: Ulrich Mihr
- 2002: Der Erfinder – Autor: Géza Czopf – Regie: Ulrich Mihr
- 2002: Die Nippenheims – Autor: Daniel Oliver Bachmann – Regie: Günter Maurer
- 2005: Don Kurt vom Neckar – Autor: Winfried Maier-Revoredo – Regie: Günter Maurer
- 2007: Karl Pfefferle, der hilfsbereite Schüler – Autor: Winfried Maier-Revoredo – Regie: Helga Siegle
- 2008: Fremde Wasser – Autor: Wolfgang Schorlau – Regie: Günter Maurer
- 2008: Radio-Tatort (Folge: Mordlauf) – Autorin: Christine Lehmann – Regie: Günter Maurer
- 2009: Hoch, höher, am höchsten – Autor: Karl Napf – Regie: Helga Siegle
- 2013: Der Fernsehgast – Autor: Kurt Oesterle – Regie: Günter Maurer
- 2016: Global Player – Wo wir sind isch vorne – Autoren: Felix Huby und Hannes Stöhr – Regie: Günter Maurer
- 2016: Der Schwarzwald-Ranger (Folge 10: Der Feuerteufel) – Autor: Daniel Oliver Bachmann – Regie: Günter Maurer

## Theaterstücke
- Bei ons gibt’s so ebbes net
- España olé oder Fascht wie dahoim
- Des Monschter muß weg
- Little Heppach, Texas
- Da stemmt ebbes net